# Compuesto de dodecaedro e icosaedro
| Primera estelación del icosidodecaedro | Primera estelación del icosidodecaedro |
| -------------------------------------- | -------------------------------------- |
|                                        |                                        |
| Tipo                                   | Compuesto dual                         |
| Diagrama de Coxeter-Dynkin             | ∪                                      |
| Núcleo de la estelación                | Icosidodecaedro                        |
| Envolvente convexa                     | Triacontaedro rómbico                  |
| Índice                                 | W47                                    |
| Poliedros                              | 1 icosaedro 1 dodecaedro               |
| Caras                                  | 20 triángulos 12 pentágonos            |
| Aristas                                | 60                                     |
| Vértices                               | 32                                     |
| Grupo de simetría                      | Icosaédrico (Ih)                       |

En geometría, el compuesto de dodecaedro e icosaedro puede verse como un poliedro estrellado o como un poliedro compuesto.

## Como un poliedro compuesto
Puede verse como el compuesto de un icosaedro y de un dodecaedro. Es uno de los cuatro compuestos construidos a partir de sólidos platónicos o sólidos de Kepler-Poinsot y su dual.
Tiene simetría icosaédrica (Ih) y la misma disposición de vértices que un triacontaedro rómbico.
Puede verse como el equivalente tridimensional del compuesto de dos pentágonos (el "decagrama" {10/2}); esta serie continúa en la cuarta dimensión con el hecatonicosacoron y en dimensiones superiores con compuestos de teselados hiperbólicos.
| Un dodecaedro y su icosaedro dual | La intersección de ambos sólidos es el icosidodecaedro, y su envolvente convexa es el triacontaedro rómbico |

## Como una estelación
Este poliedro es la primera estelación del icosidodecaedro, y como tal figura en el índice de modelos de Wenninger con el número 47.
Las facetas de la estelación para la construcción son:

## En la cultura popular
- En la película Tron (1982), el personaje llamado Bit toma esta forma cuando no habla.

- En la serie de dibujos animados Steven Universe (2013-2019), la burbuja del escudo de Steven, utilizada brevemente en el episodio Change Your Mind, tenía esta forma.